# 克吕
克吕（法語：Cluis，法語發音：[klɥi] ⓘ）是法国安德尔省的一个市镇，位于该省东南部，属于拉沙特尔区。

## 地理
克吕（46°32'42"N, 1°44'55"E）面积35.32 平方千米，位于法国中央-卢瓦尔河谷大区安德尔省，该省份为法国中部省份，北起卢瓦-谢尔省，西北接安德尔-卢瓦尔省，西南接维埃纳省，南至克勒兹省和上维埃纳省，东临谢尔省。
与克吕接壤的市镇（或旧市镇、城区）包括：拉比克塞雷特、古尔奈、马耶、蒙舍夫里耶、穆埃尔、奥尔塞讷、圣但尼德茹埃。

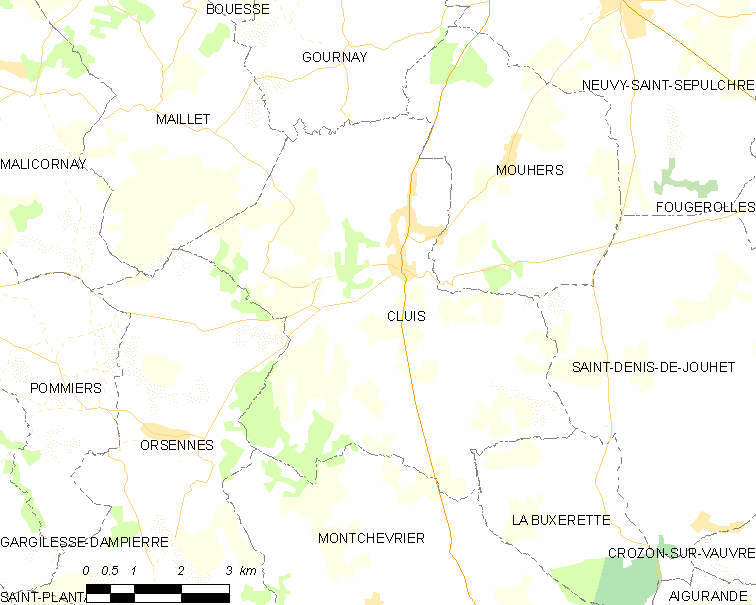
克吕的OSM定位图

克吕的时区为UTC+01:00、UTC+02:00（夏令时）。

## 行政
克吕的邮政编码为36340，INSEE市镇编码为36056。

## 政治
克吕所属的省级选区为讷维圣塞皮尔克县。

## 人口

1962-2008年间克吕人口变化图示

克吕于2022年1月1日时的人口数量为979人。